# Ancistrus gymnorhynchus
Ancistrus gymnorhynchus is een straalvinnige vissensoort uit de familie van de harnasmeervallen (Loricariidae). De wetenschappelijke naam van de soort is voor het eerst geldig gepubliceerd in 1854 door Kner.

## Synoniemen
- Hypostomus karstenii Lütken, 1874, pro synonymo[3]
- Xenocara rothschildi Regan, 1905
- Lasiancistrus nationi Fernández-Yépez, 1972